# Dziewałtów
Dziewałtów (lit. Deltuva) – miasteczko na Litwie na północny zachód do Wiłkomierza, w okręgu wileńskim, w rejonie wiłkomierskim.
Dziewałtów znajduje się 6 km od Wiłkomierza (Ukmergė), w pobliżu drogi do Kiejdan (Kėdainiai). Ma około 500 mieszkańców.
Miejsce obrad sejmików Inflant, przeniesionych tu na czas wojny w 1659 roku.		

## Historia
Jest to jedna z najstarszych osad na Litwie. Miejscowość była po raz pierwszy wymieniona w traktacie w 1219 roku. Następnie Krzyżacy wspominają tę miejscowość w opisie drogi z Litwy w roku 1385. W roku 1444 Szedybor Wolimuntowicz zbudował kościół parafialny w rodzinnym Dziewałtowie, do którego w latach 1462 i 1464 ufundował dwa dzwony. 
W XVI wieku Dziewałtów był własnością książąt Wiśniowieckich, którzy wybudowali tu kościół kalwiński. W XVII wieku zbór znalazł się pod patronatem kalwińskiej rodziny Grużewskich i istniał i funkcjonował do 1939 roku. Zbór ten uległ zniszczeniu po 1945 roku, dziś istnieją jego ruiny.
Marcjan Aleksander Ogiński nabył część miasta w 1681 - druga część wraz ze zborem pozostała własnością Grużewskich do 1848 roku. W 1752 r. został zbudowany rzymskokatolicki kościół Świętej Trójcy. W XIX wieku właścicielami Dziewałtowa była rodzina Tyszkiewiczów.
28 czerwca 1812 roku pod Dziewałtowem była stoczona bitwa pomiędzy siłami francusko-polskimi a rosyjskimi w pierwszych dniach napoleońskiej inwazji na Rosję. Bitwa zakończyła się zwycięstwem wojsk napoleońskich.